# ماشا نوفوسيلوفا
ماشا نوفوسيلوفا (ماريا نوفوسيلوفا ، Маша Новоселова ؛ من مواليد 31 يناير 1985) عارضة أزياء روسية. لقد تمت مقارنتها بالآخرين مثل ناتاشا بولي ، وساشا بيفوفاروفا ، وناتاليا فوديانوفا. بعد توقيعها مع Storm Model Management ، أصبحت نموذجًا شهيرًا في عام 2007.

## روابط خارجية
- ماشا نوفوسيلوفا على موقع دليل عارضات الأزياء (الإنجليزية)